# Imanol Urbieta Beristain
Imanol Urbieta Beristain, amb nom de ploma «Manolo», (Zarautz, 10 de març de 1934 – Zarautz, 28 de setembre de 2016) fou un músic, pedagog i escriptor en llengua basca basc.
Nascut el 10 de març de 1934 a la localitat basca de Zarautz, es llicencià en Teologia i Lletres, i aprengué de ben jove a tocar el clarinet, el piano i el txistu, ampliant els seus coneixements musicals a Vitòria, Sant Sebastià, Bordeus, Budapest i Estrasburg. Més endavant, fundà i dirigí el cor Oleskariak. No obstant, la seva tasca principal la desenvolupà en l'àmbit pedagògic creant el mètode Txalo Pin Txalo i fundant l'escola musical Txirula Mirula a Sant Sebastià. Fou l'autor de nombroses cançons, majoritàriament destinades al públic infantil, com ara: Astoa ikusi nuen, Behin betiko, Bakarrik eta libre, Behin batean ihes, Jolasean nenbilen, Jon Braun, Ran Rober Ran, Txiki, txiki, txikia o Txoria nintzela.

## Reconeixements i premis
Urbieta rebé i recollí nombrosos homenatges i premis al llarg de la seva vida. L'any 1996, el municipi de Zarautz li atorgà la medalla al reconeixement cultural. El 2002, Lagunak Zuri Kantari celebrà un concert al Kursaal. El 2007 recollí el premi Abbadia i el 5 de desembre de 2010 el premi Argizaiola per l'«aportació feta en el cant infantil en llengua basca». En el moment de complir 80 anys rebé homenatges per part dels músics de Zarautz, així com de les ikastoles. El 2013, l'escola de música municipal de Zarautz fou batejada amb el seu nom. Diversos músics crearen Bakarrik eta libre, un disc d'homenatge nascut a partir de la coordinació del músic Mikel Kazalis.

## Obres seleccionades
Urbieta publicà un total de 60 obres, entre les quals s'inclou:

### Cançons famoses
- Bakarrik eta Libre
- Behin batean ihes
- Behin betiko
- Jolasean nenbilen
- Jon Braun
- Kalera, kalera
- Ran Rober Ran
- Txantxibirin, txantxibirin
- Txiki, txiki, txikia
- Txoria nintzela
- Mac Mikel

### Discs
- Artea ikastolan (1972)
- Haur kantarien birlarak (1974)
- Lau katu eta danbor bat (1987)
- Alavatik Arabara (1988)
- Txin eta Txan (Ibaizabal argitaletxea)

### Llibres
- Nire ibilbide pedagogikoa  (La meva carrera pedagògica) (2009, Elkar)
- Txanpirin Pintxona  (2009, Elkar)

### Homenatges
- Bakarrik eta libre, àlbum amb versions de cançons conegudes.